# Schlacht von Blanchetaque
Die Schlacht von Blanchetaque im Jahre 1346 war die zweite der drei Schlachten der Normandie-Kampagne von Edward III. während der Frühphase des Hundertjährigen Krieges. Obwohl kleiner und weniger bekannt als die Schlacht von Crécy, die nur zwei Tage später folgte, war der Sieg der Engländer bei Blanchetaque entscheidend für den weiteren Verlauf des Feldzuges. Er gestattete es Edward, mit seiner Armee die Somme zu überqueren und Ort und Zeit der folgenden Entscheidungsschlacht selbst zu wählen.

## Der Feldzug
Nach dem Sieg über die französischen Verteidiger von Caen am 26. Juli 1346 und der nachfolgenden Plünderung der Stadt, wandte sich die englische Armee ostwärts entlang der Seine mit dem Ziel Paris, während sich die französischen Truppen vor dem heranrückenden Feind zurückzogen. Sie betrieben eine Strategie der Verbrannten Erde, um die englische Armee auf ihrem Vormarsch auszuhungern. Dieses Kalkül ging aber nicht mehr auf, als die englische Armee überraschend eine unbewachte Furt an der Seine in der Nähe von Poissy einnahm und mittels einer Ponton-Brücke den Fluss überquerte. Edward verzichtete auf den Angriff auf Paris und zog stattdessen in nordöstliche Richtung. Bald schon wurde klar, dass die Franzosen die neue Situation nutzen konnten. Würde es ihnen gelingen, den Engländern sowohl den Rückzug nach Westen über die Seine als auch die Überquerung der Somme im Osten zu verwehren, würden sie ihre zahlenmäßig überlegene Armee in der flachen Ebene zwischen den beiden Flüssen einsetzen können. König Philipp VI., der sich zunächst in Paris aufgehalten hatte, kam nach Amiens, um mit der dort zusammengezogenen Armee den vernichtenden Schlag gegen die Engländer zu führen.
Edward war währenddessen entschlossen, die französische Blockade der Somme zu brechen, und ließ mehrere mögliche Übergänge auskundschaften. Es folgten vergebliche Angriffe auf Hangest-sur-Somme und Pont-Remy, bevor er seine Armee langsam nach Norden bewegte, um entlang der westlichen Flussseite nach weiteren Möglichkeiten der Überquerung zu suchen. Hinter ihm folgte die französische Armee, die, obwohl sie sich mehrmals gefährlich näherte, die englische Armee nicht einholen konnte. Am 23. August versuchte eine Truppe französischer Soldaten, die englische Armee bei Boismont aufzuhalten, wurde aber von Edwards Kavallerie niedergeritten und bis auf einen Mann massakriert. Boismont wurde anschließend niedergebrannt. Am Abend des 24. August lagerte das englische Heer in der Nähe der Stadt Acheux, während die französische Hauptstreitmacht nur etwa 10 km entfernt bei Abbeville lag, in der Erwartung, Edward werde versuchen, die dortige Brücke zu queren. An diesem Abend wurde Edward entweder von einem ortsansässigen Engländer oder einem französischen Gefangenen – hierzu existieren unterschiedliche Überlieferungen – darüber informiert, dass nur wenige Kilometer entfernt ein winziges Fort mit Namen Blanchetaque lag, das höchstwahrscheinlich auf einen Angriff völlig unvorbereitet war. Edward brach noch in der Nacht das Lager ab und setzte seine Armee in Richtung des Flusses in Marsch.

## Die Schlacht
Bei der Ankunft an Blanchetaque stellte sich heraus, dass die Franzosen die Position doch deutlich stärker verteidigten als angenommen. Der Übergang wurde von 3500 Soldaten unter Godemar du Foy bewacht, einem sehr erfahrenen französischen Anführer. Ein weiteres Problem war die Flut, die von der etwa 15 km entfernten Küste schwer in den Fluss drückte und den Wasserspiegel hob. Trotzdem war Edward entschlossen, die Somme an genau diesem Punkt zu überqueren. Die englischen Vorräte gingen zur Neige, die Armee war ausgelaugt, hungrig und zunehmend demoralisiert.
Die französische Armee stand entlang der östlichen Seite des Flussbettes in drei Reihen aufgestellt, wobei die besten 500 Gewappneten im Zentrum positioniert waren. Um 8 Uhr morgens begannen hundert englische Ritter und Gewappnete unter dem Kommando der erfahrenen Offiziere Reginald Cobham und William de Bohun mit dem Durchqueren der Furt. Dieser Vorstoß wurde von einer großen Zahl an englischen Langbogenschützen unterstützt, die einen Hagel von Pfeilen auf die französischen Linien niedergehen ließen. Die Franzosen erlitten viele Verluste und gerieten durcheinander, wodurch die in französischen Diensten stehenden genuesischen Armbrustschützen den Beschuss nicht effektiv erwidern konnten. Die Engländer erreichten die andere Seite des Flusses und es entwickelte sich schnell ein Gedränge am Flussufer, als sie mit den französischen Truppen zusammenstießen. Die Wucht des englischen Angriffs war ausreichend, um einen Brückenkopf am östlichen Ufer zu sichern. Edward ließ weitere Männer über den Fluss setzen, um in den Nahkampf einzugreifen. Die Kombination aus verzweifelt um den Übergang kämpfender Infanterie und präzisem Beschuss durch die Bogenschützen ließ die französischen Linien schließlich zusammenbrechen. Die Überlebenden flohen in Richtung auf Abbeville, dicht gefolgt von der englischen Kavallerie.
Anderthalb Stunden später, nachdem die französischen Linien an der Somme durchbrochen worden waren, hatte die gesamte englische Armee den Fluss überquert und marschierte nordwärts in ländliches Gebiet, wo es dringend benötigte Nahrungsmittel und Beute geben würde. Die Franzosen waren sich so sicher gewesen, dass es den Engländern nicht gelingen würde, die Verteidigungslinie an der Somme zu durchbrechen, dass sie das dahinter liegende Gebiet nicht von Versorgungsgütern entblößt hatten. Die englische Armee brannte auf ihrem Weg die Städte Noyelles-sur-Mer und Le Crotoy nieder und konnte ihre Reserven bald wieder aufstocken. König Philipp zögerte nicht und jagte Edwards wesentlich kleinere Armee in Richtung Küste. Einige langsame Wagen des englischen Trosses fielen dabei in französische Hände, aber Philipp zögerte mit einem Angriff, was den Engländern einen Tagesmarsch Vorsprung verschaffte. Edward nutzte diese Gelegenheit, um eine Verteidigungsposition in der Nähe der Stadt Crécy zu errichten, wo es am folgenden Tag, dem 26. August 1346, zur entscheidenden Schlacht kommen sollte.
Ohne den Sieg von Blanchetaque, mehr aus der Verzweiflung denn taktischem Geschick geboren, wäre Edward nicht in der Lage gewesen, seine Armee weiter zu ernähren oder eine gute Verteidigungsposition einzurichten. Die Verluste der Schlacht sind nicht geklärt, aber geschichtliche Forschung geht von etwa 2000 getöteten französischen Soldaten aus. Über die nicht verzeichneten englischen Verluste kann nur spekuliert werden, aber sie lagen vermutlich deutlich unter den französischen.